# Daniel Kowalski
Pour les articles homonymes, voir Kowalski.
Daniel Kowalski (né le 2 juillet 1975 à Singapour) est un ancien nageur australien spécialiste des épreuves de demi-fond en nage libre. Triple médaillé olympique en 1996, Kowalski est longtemps un membre essentiel du relais 4 × 200 m nage libre australien. Mais avec l'émergence de Grant Hackett ou Ian Thorpe, il doit se contenter de courses de relais durant la fin de sa carrière. Avant ceci, il s'était illustré aux championnats du monde en remportant notamment six titres mondiaux en grand et petit bassin.

## Biographie
Le nageur s'affirme pour la première fois dans un rendez-vous international à l'occasion des championnats pan-pacifiques 1993 organisés à Kōbe. L'Australien y remporte trois médailles d'argent individuelles en échouant à chaque fois derrière son compatriote Kieren Perkins. La même année, il confirme son potentiel en petit bassin lors des championnats du monde, premiers du nom, disputés à Palma de Majorque. L'Australien y réalise le doublé 400-1 500 m nage libre, deux titres qu'il conserve lors de l'édition 1995 (auxquels s'ajoute un succès sur le 4 × 200 m nage libre).
Kowalski s'illustre de nouveau lors des championnats pan-pacifiques 1995 organisés à Atlanta. Double médaillé d'argent sur 200 et 1 500 m nage libre, Kowalski s'impose lors des 400 et 800 m nage libre. Sélectionné par ailleurs dans le relais national du 4 × 200 m avec Michael Klim, Matthew Dunn et Kieren Perkins, il remporte un troisième titre. Après l'Américain Gary Hall Jr., il est le nageur le plus médaillé de ces championnats, et ce dans la ville hôte des prochains Jeux olympiques organisés l'année suivante.
Entretemps, Kowalski obtient sa qualification pour trois épreuves individuelles et pour le relais 4 × 200 m nage libre à l'occasion des championnats d'Australie.
Lors de ces Jeux, le nageur australien se qualifie tout d'abord pour la finale du 200 m nage libre. Distancé par le Néo-Zélandais Danyon Loader et le Brésilien Gustavo Borges, il parvient à devancer le jeune Néerlandais Pieter van den Hoogenband pour obtenir la médaille de bronze. Aligné le lendemain pour lancer le relais australien 4 × 200 m nage libre, lui et ses coéquipiers échouent au pied du podium. Deux jours plus tard, Kowalski décroche une seconde médaille de bronze sur le 400 m nage libre ; seuls Loader et le Britannique Paul Palmer sont alors plus rapides que lui. Pour sa dernière épreuve, le 1 500 m nage libre, l'Australien est favori de la course. Mais il doit compter avec son compatriote Kieren Perkins, champion olympique en titre, qui revient après une longue période d'inactivité. Daniel Kowalski est dominé tout au long de la course par un Perkins nageant à la ligne d'eau 8. À la fin de la course, Kowalski accuse six secondes de retard sur son aîné mais assure la médaille d'argent, cinq centièmes de seconde devant le Britannique Graeme Smith. S'il ne remporte aucune médaille d'or, l'Australien peut se consoler en devenant le premier nageur de l'histoire à remporter des médailles sur ces trois épreuves depuis l'Américain Francis Gailey qui, en 1904, s'était illustré sur des épreuves équivalentes en yards.
Devancé par Perkins à Atlanta, Daniel Kowalski voit l'émergence d'une nouvelle génération emmenée par Ian Thorpe ou Grant Hackett limiter ses ambitions individuelles. En effet, si certaines compétitions internationales comme les jeux du Commonwealth tolèrent l'inscription de trois représentants par épreuves, les Jeux olympiques ne laissent eux la place qu'à deux concurrents par pays. Ainsi, dès les Jeux du Commonwealth de 1998 disputés à Kuala Lumpur, Kowalski est devancé par ses jeunes compatriotes. Lors des sélections olympiques pour les Jeux de Sydney, il ne se qualifie pour aucune épreuve individuelle. Il figure cependant au sein du groupe de nageurs susceptibles de participer au relais 4 × 200 m nage libre. Le nageur nage lors des qualifications mais est remplacé par Ian Thorpe lors de la finale olympique au cours de laquelle le quatuor australien triomphe. Bien qu'il n'ait pas participé à la finale, sa participation lors des séries lui permet de devenir champion olympique dans l'ombre des nouvelles stars de la natation australienne.
Touché à l'épaule, le nageur annonce sa retraite en mai 2002.
En avril 2010, il annonce son homosexualité.

## Palmarès

### Jeux olympiques
| Épreuve / Édition    | Atlanta 1996         | Sydney 2000 |
| 200 m nage libre     | Bronze 1 min 48 s 25 | -           |
| 400 m nage libre     | Bronze 3 min 49 s 39 | -           |
| 1 500 m nage libre   | Argent 15 min 2 s 43 | -           |
| 4 × 200 m nage libre | 4e 7 min 18 s 47     | Or -        |

### Championnats du monde
| Épreuve / Édition    | Grand bassin          | Grand bassin         |                   | Petit bassin        | Petit bassin          | Petit bassin |
| Épreuve / Édition    | Rome 1994             | Perth 1998           | Palma 1993        | Rio de Janeiro 1995 | Hong Kong 1999        |              |
| 200 m nage libre     | -                     | -                    | -                 | 5e 1 min 48 s 71    | -                     |              |
| 400 m nage libre     | 4e 3 min 50 s 03      | -                    | Or 3 min 42 s 95  | Or 3 min 45 s 15    | -                     |              |
| 1 500 m nage libre   | Argent 14 min 53 s 42 | Bronze 15 min 3 s 94 | Or 14 min 42 s 04 | Or 14 min 48 s 51   | Bronze 14 min 51 s 44 |              |
| 4 × 200 m nage libre | 5e 7 min 20 s 86      | Or 7 min 12 s 48     | -                 | Or 7 min 7 s 97     | -                     |              |

### Divers
| Compétition / Épreuve       | Compétition / Épreuve | Nage libre           | Nage libre           | Nage libre           | Nage libre           | Relais              |
| Compétition / Épreuve       | Compétition / Épreuve | 200 m                | 400 m                | 800 m                | 1 500 m              | 4 × 200 m NL        |
| Championnats pan-pacifiques | Kobe 1993             | -                    | Argent 3 min 52 s 18 | Argent 7 min 56 s 95 | Argent 15 min 6 s 77 | -                   |
| Championnats pan-pacifiques | Atlanta 1995          | Argent 1 min 49 s 14 | Or 3 min 50 s 01     | Or 7 min 50 s 28     | Argent 15 min 2 s 20 | Or 7 min 17 s 52    |
| Jeux du Commonwealth        | Kuala Lumpur 1998     | Bronze 1 min 48 s 26 | Bronze 3 min 48 s 91 | -                    | 4e 15 min 3 s 40     | Or 7 min 11 s 86 RM |

## Records
Daniel Kowalski a établi un record du monde durant sa carrière ; c'est en 1998, au sein du relais 4 × 200 m nage libre australien vainqueur de la médaille d'or aux Natation aux Jeux du Commonwealth de 1998.